# Die Ladenhüterin
Die Ladenhüterin (japanisch コンビニ人間 Konbini Ningen) ist ein Roman der japanischen Schriftstellerin Sayaka Murata, der 2016 im Verlag Bungeishunju erschien. 2018 erschien die deutsche Übersetzung von Ursula Gräfe im Aufbau-Verlag. Der Roman handelt von einer Frau, die sich in der japanischen Gesellschaft nicht zurechtfindet und daher seit vielen Jahren in einem Konbini-Supermarkt arbeitet.

## Handlung
Schon in ihrer Kindheit kann die Protagonistin Keiko Furukura die Erwartungen ihrer Mitmenschen nicht verstehen. Da sie dieses Problem verstecken möchte, zieht sie sich zurück und lernt das Verhalten anderer nachzuahmen.
Keiko ist begeistert von einem neuen Konbini-Supermarkt, in dem sie als Aushilfe anfängt, weil dort das Verhalten der Angestellten genormt ist: Vor der Eröffnung des Supermarktes müssen die Angestellten den Umgang mit den Kunden in einem Lehrgang lernen.
Nach einigen Jahren gerät Keiko zunehmend unter Druck, weil ihre Familie und ihre Kindheitsfreundinnen nicht verstehen können, warum sie noch immer als Aushilfe arbeitet und keinen Ehemann gefunden hat. Um ihre Bekannten zufrieden zu stellen, gibt Keiko den ehemaligen Kollegen Shiraha, der frauenfeindlich, faul und beruflich erfolglos ist, als ihren Freund aus. Sie lässt ihn in ihrer kleinen Wohnung in der Badewanne schlafen.
Am Ende des Romans bewegt ihr Mitbewohner sie dazu, im Konbini zu kündigen und sich einen neuen Beruf zu suchen. Nachdem sie nach langer Suche zu einem Vorstellungsgespräch eingeladen wird, sagt sie es ab, weil sie sich nicht vom Konbini trennen kann.

## Rezensionen
Jörg Magenau ordnet den Roman im Deutschlandfunk Kultur als „bitterernste Satire auf die Austreibung der Gefühle in einer aufs bloße Funktionieren ausgerichteten Gesellschaft“ ein. Murata erzähle die Geschichte eiskalt und zeige die „starren Rollenmuster“ auf. Allerdings sei zu früh offensichtlich, worauf die Autorin hinaus möchte, und die Wahl der Ich-Erzählerin ergebe keinen Sinn, wenn Keiko ihre Abnormalität verbergen wollte.
Martin Oehlen nennt Die Ladenhüterin in der Frankfurter Rundschau einen „starke[n] Roman von bestechender Absurdität“, der den Konflikt zwischen Individualität und Anpassung thematisiere. Oehlen sieht einen Bezug zur Autorin, die auch in einem Konbini arbeite.

## Auszeichnung
- Akutagawa-Preis (2016)[4]